# Marcus Piehl
Marcus Piehl  (ur. 23 sierpnia 1985 w Linköping) – szwedzki pływak, specjalizujący się głównie w stylu dowolnym.
Srebrny i brązowy medalista mistrzostw świata na krótkim basenie w sztafecie 4 x 100 m stylem dowolnym. Mistrz Europy z Eindhoven w sztafecie 4 x 100 m stylem dowolnym. 3-krotny medalista mistrzostw Europy na krótkim basenie w sztafecie 4 x 50 m stylem dowolnym.
Były dwukrotny rekordzista świata w sztafecie 4 x 50 m stylem dowolnym:
1. Mistrzostwa Europy w Pływaniu na krótkim basenie 2006, Helsinki - Stefan Nystrand, Petter Stymne, Marcus Piehl, Jonas Tilly - 1:24.89
2. Mistrzostwa Europy w Pływaniu na krótkim basenie 2007, Debreczyn - Petter Stymne, Marcus Piehl, Per Nylin, Stefan Nystrand - 1:24.19